# Diluente nitro
il diluente nitro è un liquido infiammabile costituito da un miscuglio variabile di solventi, perlopiù apolari e polari aprotici, con prevalenza di idrocarburi (isoalcani, n-alcani, ciclici, aromatici ecc.), esteri ed alcoli a basso peso molecolare, e in genere a bassa percentuale o assenza di cloruri. Viene usato come solvente nell'industria delle vernici e delle pitture, nonché per sciogliere cere, resine, grassi e residui oleosi, così come altri solventi a base di idrocarburi. Si tratta di una miscela infiammabile e nociva per inalazione e contatto con la pelle.

## Proprietà fisiche
Un tipico prodotto presenta punto di ebollizione a 50-180 °C, punto di infiammabilità < 21 °C, Densità relativa 0,8 g/ml, peso dei vapori superiore a quello dell'aria. L'odore, vagamente dolciastro, pungente e irritante, è dovuto alla presenza di una grande quantità (880 g/L) di composti organici volatili (COV).

## Composizione
Tra i molti solventi possibili, può contenere alcune sostanze pericolose per la salute ai sensi della direttiva 67/548/CEE e successive:
- Toluene
- 2-butanolo
- 1-propanolo
- xilene (miscela di isomeri)
- acetato di n-butile
- basse percentuali di idrocarburi clorurati leggeri